# Rhynchocryptus violaceipennis
Rhynchocryptus violaceipennis là một loài tò vò trong họ Ichneumonidae.